# لواء الحديدة
لواء الحديدة أحد ألوية ولاية اليمن في العهد العثماني ومن ثم في المملكة المتوكلية اليمنية عندما هزم العثمانيون في الحرب العالمية الأولى وتسليمهم ما كانو يحكموه من ولاية اليمن إلى الإمام يحيى حميد الدين. ومن ثم في الجمهورية العربية اليمنية حتى تم تغيير الألوية إلى محافظات.

## تاريخ
قسمت الدولة العثمانية ما كانت تحكمه من اليمن (ولاية اليمن) إلى أربعة ألوية (لواء صنعاء ولواء تعز ولواء الحديدة ولواء عسير)، وكان كل لواء يشمل عدة أقضية:
- لواء الحديدة: 
  - ومركزة مدينة الحديدة ويشمل ثمانية أقضية:
    1. قضاء أبو عريش انهم (جيزان ونواحيها)
    2. قضاء بيت الفقيه (النواحي: جبل برع)
    3. قضاء جبل ريمة (النواحي: جعفرية)
    4. قضاء حجور (النواحي: حيس)
    5. قضاء باجل (النواحي: حفاش)
    6. قضاء الزيدية (النواحي: كسمة)
    7. قضاء زبيد (النواحي: بني قيش)
    8. قضاء اللحية (النواحي: خبس - زهرة - سلفية - عاهم - عيس - قاذة - ملحان - وصاب العالي - وصاب السافل - قران اطهسى - خيران - أم الحشاب)

حيث أن القضاء الواحد يشمل عادة على ناحيتين أو ثلاث، وتتكون الناحية من عدة عزل، وتختلف من حيث كثرتها من ناحية إلى أخرى، وتتكون العزلة من عدد غير محدود من القرى، وكان يسمى الحاكم العثماني في اليمن (والي)، ومقر حكمة (ولاية)، وكان يسمى حاكم اللواء (متصرف) وحاكم القضاء (قائم مقام).

## المملكة المتوكلية
حينما هزمت الدولة العثمانية في الحرب العالمية الأولى سنة 1918 سلمت ما كانت تحكمه في اليمن (ولاية اليمن) إلى الإمام يحيى حميد الدين، فعدل وبدل وغير في النظام، فأستبدل أمير اللواء ب«المتصرف»، والعامل ب«القائم مقام».
لما استحدث «لواء ذمار» وربط به «قضاء إب» كما ربط به «قضاء زبيد» وكذلك وصاب العالي ووصاب السافل وعتمة، ثم ربط به أيضاً «بلاد البيضاء» بعد امتداد نفوذ الإمام أليها سنة 1342هـ ولم يلبث هذا اللواء بهذا الإتساع الا فترة قصيرة، كان أمير هذا اللواء عبد الله الوزير فلما عينه الامام يحيى في أعمال أخرى، ففصل عنه «قضاء إب» وربطه بصنعاء، وفصل عنه عتمة، وأعيد «قضاء زبيد» إلى «لواء الحديدة» كما كان.